# Arugam Bay
Arugam Bay (em tâmil: அறுகம் குடா; em cingalês: ආරුගම් බොක්ක ), também conhecida localmente como Arugam Kudah ("baía da grama"), é uma localidade e estância turística de praia à beira do oceano Índico, na costa sudeste do Seri Lanca, situada poucos quilómetros a sul da cidade de Pottuvil, 75 km a sudeste de Ampara, 213 km a leste de Cândia e 355 km a leste de Colombo (distâncias por estrada). Em termos administrativos, faz parte do distrito de Ampara e da província Oriental.[carece de fontes?]
O principal núcleo populacional da área, Ullae, é maioritariamente muçulmano, mas a sul há um número significativo de habitantes cingaleses e tamiles cingaleses, além de expatriados estrangeiros, a maior parte deles da Europa e da Austrália.[carece de fontes?]

## Turismo
Tradicionalmente a economia baseava-se principalmente na pesca, mas nos tempos mais recentes o turismo cresceu rapidamente. Os visitantes são atraídos principalmente para o surf, mas também pelas praias, lagoas, templos históricos e pelo vizinho Parque Nacional de Kumana.[carece de fontes?]
Durante a guerra entre o governo central e os separatistas tamiles (1983–2009), o turismo era pouco expressivo e os hotéis compravam peixe aos pescadores locais. Após o fim do conflito, o turismo expandiu-se e muitos pescadores que se tinham mudado para áreas menos afetadas pela guerra regressaram. Os donos dos hotéis começaram a queixar-se do cheiro da secagem de peixe e das cabanas de pesca prejudicarem a vista. Depois do tsunâmi de 2004 os pescadores foram proibidos de voltar, alegadamente por motivos de segurança, mas há quem ache que na realidade a proibição se deveu a pressões por parte dos empresários hoteleiros.
Arugam Bay é provavelmente o local de surf mais popular do Seri Lanca e é onde se realizam as principais competições internacionais da modalidade no país. Segundo alguns, é mesmo um dos três melhores locais de surf do mundo.